# Montaigu-les-Bois
Montaigu-les-Bois è un comune francese di 237 abitanti situato nel dipartimento della Manica nella regione della Normandia.

## Società

### Evoluzione demografica
Abitanti censiti